# Amore e 'l cor gentil sono una cosa
Amore e 'l cor gentil sono una cosa è un sonetto di Dante Alighieri, contenuto nel XX capitolo della Vita Nova. Fu composto in una data incerta tra il 1285 e il 1289, quindi prima della composizione dell'opera in cui è compresa. In esso si vuole dimostrare che solo un cuore gentile può esprimere vero amore, e dei due concetti si parla in termini d'identità; è ricollegabile alle idee già espresse da Guido Guinizzelli in Al cor gentil rempaira sempre amore, qui espresse in modo ancora più "drastico". In particolare le corrispondenze "naturali" tra amore e cor gentile del modello guinizelliano sono in questo sonetto riportate alle conseguenze filosofiche del "processo potenza-atto" . Secondo gli esponenti del Dolce stil novo soltanto chi possiede un cuore nobile è capace di amare realmente.

## Il testo
(Dante Alighieri, Vita Nova, XX)